# Bacqueville-en-Caux
Bacqueville-en-Caux is een gemeente in het Franse departement Seine-Maritime (regio Normandië) en telt 1770 inwoners (2004). De plaats maakt deel uit van het arrondissement Dieppe.

## Geografie
De oppervlakte van Bacqueville-en-Caux bedraagt 12,1 km², de bevolkingsdichtheid is 146,3 inwoners per km².
De onderstaande kaart toont de ligging van Bacqueville-en-Caux met de belangrijkste infrastructuur en aangrenzende gemeenten.

## Demografie
Onderstaande figuur toont het verloop van het inwonertal (bron: INSEE-tellingen).